# Districtul Kodagu
Districtul Kodagu (în limba kannada: ಕೊಡಗು), anglicizat Coorg este o subunitate administrativ-teritorială a statului Karnataka din India.